# Санта-Мария-де-Оливейра
Санта-Мария-де-Оливейра (порт. Santa Maria de Oliveira)  —  населённый пункт и район в Португалии,  входит в округ Брага. Является составной частью муниципалитета  Вила-Нова-де-Фамаликан. Находится в составе крупной городской агломерации Большое Минью. По старому административному делению входил в провинцию Минью. Входит в экономико-статистический  субрегион Аве, который входит в Северный регион. Население составляет 3091 человек на 2001 год. Занимает площадь 4,64 км².